# Швец, Геннадий Васильевич
Генна́дий Васи́льевич Швец (4 февраля 1947, Дебрецен — 29 октября 2011, Москва) — советский и российский спортивный журналист.

## Биография
Окончил Одесский государственный университет, специальность журналистика.
Выступал в соревнованиях по легкой атлетике за сборную Одесской области, за Одесский военный округ.
Руководил отделом спорта в газете «Вечерняя Одесса», с 1980 года — руководитель отдела спорта в газете «Комсомольская правда». Работал в аппарате ЦК ВЛКСМ, возглавлял редакцию издательства «Молодая гвардия», работал главным редактором журнала «Супермен».
Работал на Олимпийских играх — летних (1980, 1992, 1996, 2000, 2004) и зимних (2002, 2006).
Лауреат премии Союза журналистов России за серию репортажей об участии в сверхмарафонском пробеге через Сахару. Автор книг «Стадион: праздники и будни» (1983, соавтор), «Я бегу марафон» (1983), «Лето. Дельфин» (1988).
В 2001—2010 годах работал пресс-секретарем Олимпийского комитета России и советником президента ОКР Леонида Тягачёва.
Руководил агентством «Спорт-Резонанс».
Скончался 29 октября 2011 года на 65-м году жизни после инсульта в Боткинской больнице.

## Фильмография
- Легкоатлеты братья Знаменские (1987) — автор сценария, ведущий